# Jeremy Slate
Pour les articles homonymes, voir Slate.
Jeremy Slate, né Robert Bullard Pulham,  est un acteur américain, né le  17 février 1926 à Atlantic City, dans le New Jersey, et mort d'un cancer de l'œsophage le 19 novembre 2006 à Los Angeles, en Californie (États-Unis).

## Filmographie

### Cinéma
- 1959 : La Mort aux trousses (North by Northwest) d'Alfred Hitchcock : Un policier au grand central
- 1960 : Café Europa en uniforme (G.I. Blues) : Turk
- 1962 : Des filles... encore des filles (Girls! Girls! Girls!), de Norman Taurog : Wesley Johnson
- 1963 : Le Divan de l'infidélité (Wives and Lovers) : Gar Aldrich
- 1965 : I'll Take Sweden (en) de Frederick de Cordova : Eric Carlson
- 1965 : Les Quatre Fils de Katie Elder (The Sons of Katie Elder) : Ben Latta
- 1967 : Le Crédo de la violence (The Born Losers) : Daniel 'Danny' Carmody
- 1968 : La Brigade du diable (The Devil's Brigade) : Sgt. Maj. Patrick O'Neill
- 1968 : The Mini-Skirt Mob (en) de Maury Dexter  : Lon
- 1968 : The Hooked Generation : Daisey
- 1969 : Cent dollars pour un shérif (True Grit) : Emmett Quincy
- 1969 : Les Démons de la violence (Hell's Angels '69) : Wes
- 1970 : Hell's Belles : Dan
- 1971 : Drag Racer : Ron
- 1972 : Curse of the Moon Child
- 1974 : The Centerfold Girls : Sgt. Garrett
- 1988 : Deadlock (vidéo)
- 1989 : Re-animator Hospital (The Dead Pit) : Dr. Gerald Swan
- 1989 : Goodnight, Sweet Marilyn : Mesquite
- 1990 : Bolide de rêves (The Dream Machine) : Jack Chamberlain
- 1991 : Voyage of the Heart : Warden
- 1992 : Le Cobaye (The Lawnmower Man) : Père Francis McKeen

### Télévision
- 1959 : Bat Masterson (série télévisée) : Bob Clements
- 1959-1960 : Men into Space (série télévisée) : Capt. Parrish / Capt. Jim Nichols
- 1960 : The Adventures of Ozzie & Harriet (série télévisée) : George
- 1960 : Lock Up (série télévisée) : Blake Newman
- 1960 : The Deputy (série télévisée) : Red Dawson
- 1960 : Bonne chance M. Lucky (Mr. Lucky) (série télévisée) : Karl Lieder
- 1960 : M Squad (série télévisée) : Pete McPhelan
- 1960-1961 : Alcoa Presents: One Step Beyond (série télévisée) : Eric Borgner / Capt. Adams
- 1960-1961 : The Aquanauts (série télévisée) : Larry Lahr
- 1960 et 1962 : Perry Mason (série télévisée) : Bob Lansing / Philip Andrews
- 1960 et 1962 : Alfred Hitchcock présente (série télévisée) : Joe Helmer / Carl Seabrook
- 1960 et 1963 : Les Incorruptibles (The Untouchables) (série télévisée) : Red Floran / Elroy Daldran
- 1960 et 1974 : Disney Parade (série télévisée) : Red Quincy / John McClaren
- 1961 : Have Gun - Will Travel (série télévisée) : Frank DeWitt
- 1961 : Naked City (série télévisée) : Chuck Mollord
- 1962 : Le Jeune Docteur Kildare (série télévisée) : Dr. Anthony Tredman
- 1962 : Route 66 (série télévisée) : Hob Harrell
- 1962 : Les Accusés (The Defenders) (série télévisée) : Paul Nicholas
- 1962-1963, 1965-1966, 1968 et 1971 : Gunsmoke (série télévisée) : Jess Ayley / Pruit Dover / Billy Hargis / Tom Scanlon / Web Fraley / Judd Ward / Ben Rodman
- 1962, 1964-1965 : Suspicion (série télévisée) : Trent Parker / Keith Holloway / Dexter Dailey
- 1962, 1967-1968 : Bonanza (série télévisée) : Gunnar Borgstrom / Ed Phillips / Jeremy Roman
- 1963 : Empire (série télévisée) : Mike Novak
- 1963 : The Great Adventure (en) (série télévisée) : Capt. Nathan Hale
- 1963 : The Lieutenant (série télévisée) : Scotty
- 1963-1964 : The Farmer's Daughter (série télévisée) : Karle / Gunnar Gustafson
- 1963 et 1966 : Combat ! (série télévisée) : March / Lt. Asher
- 1964 : Le Plus Grand Chapiteau du monde (The Greatest Show on Earth) (série télévisée) : Tommy Jackson
- 1964 : Des agents très spéciaux (The Man from U.N.C.L.E.) (série télévisée) : Gabe Melcroft
- 1964-1966 : Le Virginien (The Virginian) (série télévisée) : Johnny Kane/Benton / Jim Dawson
- 1965 : Ma sorcière bien-aimée (Bewitched) (série télévisée) : Wally
- 1965 : McGhee (Téléfilm) : Willie McGhee
- 1965 : Convoy (série télévisée) : Erik Larsen
- 1965-1966 : Match contre la vie (Run for Your Life) (série télévisée) : Pete Gaffney
- 1966 : Seaway (en) (série télévisée) : Capt. Kerr
- 1967 : Wings of Fire (série télévisée) : Hal Random
- 1967 : Tarzan (série télévisée) : Useless McGonigle
- 1967 : Accidental Family (série télévisée) : Hank
- 1971 : Bearcats! (série télévisée) : Lassiter
- 1971 : Mannix (série télévisée) : Ted Kilgore
- 1971 : Crosscurrent (Téléfilm) : Sgt. Pat Cassady
- 1971 : Mission impossible (série télévisée) : Frederick Hoffman
- 1972 : Ghost Story (série télévisée) : Rafe Norris
- 1972 : Longstreet (série télévisée) : Barry Knox
- 1973 : The Man Who Died Twice (Téléfilm) : Joe Larrabee
- 1974 : Le Magicien (série télévisée, 1973) (The Magician) (série télévisée) : Ross Hazlitt
- 1974 : Petrocelli (série télévisée) : Stacy
- 1974 : Police Story (série télévisée) : Officier Spencer / Det. Hillary
- 1974 : The Rookies (série télévisée) : Andy Page
- 1974 : Return of the Big Cat (Téléfilm) : John McClaren
- 1975 : Stowaway to the Moon (en) (Téléfilm) : Astronaute Capitaine Rick Lawrence
- 1978 : L'Été de la peur (Stranger in Our House) (Téléfilm) : Tom Bryant
- 1979 : Mister Horn (Téléfilm) : Capt. Emmet Crawford
- 1979 : Wonder Woman (série télévisée) : Marshall Henshaw
- 1979-1987 : On ne vit qu'une fois (One Life to Live) (série télévisée) : Chuck Wilson
- 1985 : Haine et Passion (The Guiding Light) (série télévisée) : Locke Walls
- 1986 : Starman (série télévisée) : Vic
- 1987 : Jake and Mike (série télévisée) : Max
- 1988 : A Whisper Kills (Téléfilm) : Dr. John Oxford
- 1989 : Trenchcoat in Paradise (Téléfilm) : Robert Graham
- 1990 : Ne touche pas à mon mari (Stolen: One Husband) (Téléfilm) : McGreggor
- 2006 : Earl (série télévisée) : Bud